# Suzuki Bruno
Bruno Suzuki (sinh ngày 20 tháng 5 năm 1990) là một cầu thủ bóng đá người Nhật Bản.

## Sự nghiệp câu lạc bộ
Bruno Suzuki đã từng chơi cho Albirex Niigata, FC Machida Zelvia, Albirex Niigata Singapore, Home United, Geylang International và FC Gifu.